# Électronarcose
 (août 2022).
L'électronarcose est un procédé utilisé dans certains abattoirs provoquant l'étourdissement d'un animal à la suite de la traversée de son cerveau par un courant électrique.

## Utilisation en abattoir
Cette technique est utilisée pour les volailles, les ovins et éventuellement pour les porcins afin de leur faire perdre conscience avant qu'ils ne soient saignés dans un abattoir. Elle est utilisée en particulier pour lutter contre la souffrance animale.
Pour les industriels, l'électronarcose permet d'augmenter la cadence d'abattage des volailles, et donc la productivité et la rentabilité.

### Protocole
On peut citer ici la marche à suivre dans le cas d'une oie.
« L'électronarcose est prodiguée au moyen d'une pince munie de deux électrodes qui se placent sur les yeux de l'oie, la durée d'application est choisie par l'opérateur. Dans les abattoirs industriels, les oies sont accrochées puis véhiculées sur un convoyeur qui les entraîne vers un bac rempli d'un électrolyte. Il y a deux électrodes, l'une est en contact avec la patte de l'oie et l'autre est à l'intérieur du bac, l'animal reçoit une décharge électrique lorsqu'il plonge sa tête dans le bac. ».

### Législation
L’étourdissement des bêtes est aujourd’hui obligatoire dans les 28 pays de l’Union Européenne. Pour l’électronarcose, la législation européenne dispose :

#### Électronarcose
1. Électrodes
  1. Les électrodes doivent être placées (manuellement ou au bout d'un tunnel d'anesthésie) de manière à enserrer le cerveau afin de permettre au courant de traverser le cerveau. Il convient, en outre, de prendre les mesures appropriées pour assurer un bon contact électrique et notamment éliminer les excès de laine ou mouiller la peau.
  2. Lorsque les animaux sont étourdis individuellement par une pince électrique, l’appareillage doit :
    1. être pourvu d’un dispositif mesurant l’impédance de la charge et empêchant l’appareil de fonctionner si le courant minimal requis ne passe pas ;
    2. être pourvu d’un dispositif sonore ou visuel indiquant la durée d’application à un animal ;
    3. être connecté à un dispositif, placé de manière à être nettement visible pour l’opérateur, indiquant la tension et l’intensité du courant.
2. Bains d’eau
  1. Lorsque des étourdisseurs à bain d’eau sont utilisés pour étourdir les volailles, le niveau de l’eau doit être réglable de manière à permettre un bon contact avec la tête de l’oiseau. L'intensité et la durée du courant utilisé dans ce cas doivent être propres à garantir que l’animal soit immédiatement plongé dans un état d’inconscience jusqu’à sa mort.
  2. Lorsque les volailles sont étourdies en groupe dans un bain d’eau, une tension suffisante afin de produire un courant ayant une intensité efficace pour assurer l’étourdissement de chaque volaille sera maintenue.
  3. Il convient de prendre les mesures appropriées pour assurer un bon passage du courant et notamment un bon contact et le mouillage dudit contact entre les pattes et les crochets de suspension.
  4. Les bains d’eau destinés aux volailles doivent être d’une taille et d’une profondeur adaptées au type de volailles à abattre et ils ne doivent pas déborder à l’entrée. L’électrode immergée doit correspondre à la longueur du bain d’eau.
  5. Si nécessaire une aide manuelle doit être disponible[2].

#### Certification halal
L’électronarcose est autorisée par la majorité des labels de certification halal français (SFCVH, ARGML, ACMIF, AFCAI, MCI, etc.) ou internationaux : JAKIM (Malaisie), MUI (Indonésie), MUIS (Singapour).
Certains labels comme AVS ou Achahada rejettent l'électronarcose, du fait qu'un certain nombre de volailles meurent lorsque leur tête est plongée dans le bain d'eau électrifiée. Dans ces cas-là, il n'y a donc pas « étourdissement » mais mort par électrocution, ce qui est islamiquement illicite[réf. nécessaire].